# Fetografia
Fetografia (ang. fetography) – historyczna metoda obrazowania płodu in utero przez wykonanie zdjęcia radiologicznego matki w ciąży. Metoda pozwalała uwidocznić kościec płodu począwszy od 4. miesiąca ciąży; wykonywano również zdjęcia po wprowadzeniu przez powłoki brzuszne dodatniego środka kontrastowego do wód płodowych, co pozwalało na zobrazowanie płodu przed 4. miesiącem. Z czasem dowiedziono szkodliwości działania nawet jednorazowych dawek promieniowania na organizm płodu. Po okresie znacznego ograniczenia wskazań badania (np. wykluczenie śmierci płodu albo podejrzenie wad rozwojowych) wycofano się ze stosowania fetografii całkowicie. Ciąża jest obecnie bezwzględnym przeciwwskazaniem do wykonywania zdjęć radiologicznych i tomografii komputerowej.